# Kirill Plotnikov
Kirill Alekseyevich Plotnikov (tiếng Nga: Кирилл Алексеевич Плотников; sinh ngày 26 tháng 1 năm 1996) là một cầu thủ bóng đá người Nga. Anh thi đấu cho SFC CRFSO Smolensk.

## Sự nghiệp câu lạc bộ
Anh có màn ra mắt tại Russian Second Division cho FC Dnepr Smolensk vào ngày 15 tháng 7 năm 2013 trong trận đấu với F.K. Volga Tver.